# James Pike (Geistlicher)
James Albert Pike (* 14. Februar 1913 in Oklahoma City; † zwischen 3. und 7. September 1969 in Israel) war ein US-amerikanischer Bischof der Episkopalkirche, angeklagter Ketzer, Bilderstürmer, Schriftsteller und eine charismatische religiöse Persönlichkeit der amerikanischen Nachkriegszeit.
Pike galt als umstrittene Persönlichkeit. Seine unverblümte und nach Meinung einiger Bischofskollegen ketzerische Ansichten zu theologischen und sozialen Fragen äußerte er in Predigten, Büchern und Fernsehinterviews. Er war ein früher Befürworter der Frauenordination und der Aufhebung der Rassentrennung innerhalb der großen Kirchen. Pike war der fünfte anglikanische Bischof von Kalifornien. Er war Kettenraucher und rang sein Leben lang mit Alkoholkrankheit.

## Kindheit und Studium
Pike wurde in Oklahoma City als Sohn von James A. Pike und Pearl Agatha Wimsatt Pike geboren. Sein Vater starb, als er zwei Jahre alt war, und er zog mit seiner Mutter, die den Anwalt Claude McFadden heiratete, nach Kalifornien. Er wurde römisch-katholisch erzogen und besuchte als Schüler zeitweise täglich die Messe. 1930 machte er an der Hollywood High School seinen Schulabschluss und erwog, Priester zu werden; in den zwei Jahren, die er die Santa Clara University, eine private Jesuitenhochschule, besuchte, wurde er jedoch zum Agnostiker. Pike wechselte für ein Jahr an die University of California in Los Angeles (UCLA) und dann erneut an die University of Southern California (USC), wo er 1934 seinen B.A. und 1936 einen LL.B. von der juristischen Fakultät der Universität erhielt. Im selben Jahr wurde er als Anwalt in Kalifornien zugelassen.
Pike erhielt ein Sterling-Stipendium und erwarb 1938 einen J.S.D. an der Yale Law School. Nachdem er Yale verlassen hatte, arbeitete er von 1938 bis 1942 als Anwalt für die Securities and Exchange Commission in Washington, D.C., die zu Zeiten des New Deal gegründet wurde. Außerdem hielt er Vorlesungen über Bundesverfahren an der Catholic University of America Law School (1938–1939) und über Zivilverfahren an der George Washington University Law School (1939–1942). Anschließend gründete er mit einem Kollegen die Anwaltskanzlei Pike and Fischer, die sich auf die Veröffentlichung von Büchern über bundesstaatliche Gerichts- und Verwaltungsverfahren spezialisierte.
Pike heiratete am 14. August 1938 in Los Angeles Jane Alvies, eine Agnostikerin, die den Christlichen Wissenschaften abgeschworen hatte. Sie trennten sich Anfang 1940 und wurden im Oktober 1941 geschieden. Am 29. Januar 1942 heiratete er Esther Yanovsky, die er kennengelernt hatte, als sie an seinem Jurastudium in George Washington teilnahm.

## Konversion und klerikale Laufbahn
Während des Zweiten Weltkriegs trat Pike 1942 in das Office of Naval Intelligence ein und erhielt einen Posten als Leutnant in der Marinereserve. 1943 wurde er in die Episkopalkirche aufgenommen. Im Jahr 1944 wechselte er seinen Arbeitsplatz zur United States Maritime Commission, Teil der War Shipping Administration. Er erhielt die Befreiung vom Wehrdienst aufgrund seiner Diakonenweihe am 21. Dezember 1944. Keine zwei Jahre später, am Allerheiligenfest des Jahres 1946, wurde er zum Priester geweiht.
Pike schloss 1951 sein Studium am Union Theological Seminary ab. Er war außerordentlicher Professor an der Columbia University und wurde 1952 Dompfarrer der New Yorker Kathedrale von St. John the Divine. In seiner neuen Position und mit Hilfe seiner Medienkompetenz machte er die Kanzel zu einem Ort der Diskussion über die religiösen und sozialen Probleme der Zeit und widersetzte sich vehement den örtlichen katholischen Bischöfen wegen ihrer Angriffe auf Planned Parenthood und ihrer Ablehnung der Geburtenkontrolle. Zu dieser Zeit widersprach er auch öffentlich der Behauptung von Senator Joseph McCarthy, dass 7.000 amerikanische Pastoren Teil einer Kreml-Verschwörung seien; als der neu gewählte Präsident Dwight D. Eisenhower Pike unterstützte, begannen McCarthy und seine Bewegung an Einfluss zu verlieren.
Pike wurde als inoffizieller Repräsentant des liberalen Protestantismus bekannt. Die American Broadcasting Company (ABC) hat ihn 1955 eingeladen, die Dean Pike Show wöchentlich zu moderieren, die Pike und seine Frau zu Berühmtheiten machte. Bald überholte er die Einschaltquoten von Bischof Fulton J. Sheens langjähriger Sendung Life Is Worth Living. Zu den üblichen Themen gehörten Geburtenkontrolle, Abtreibung, Rassismus, Todesstrafe, Apartheid, Antisemitismus und die Ausbeutung von Landarbeitern, wobei sich Pike am Ende einmischte, um, wie er es nannte, „eine fünfminütige Werbung für Gott“ zu halten. Zwischen 1952 und 1958 schrieb Pike außerdem sieben Bücher, darunter auch rechtgläubige und viel gelesene Titel wie Doing the Truth und Beyond Anxiety.

## Erhebung in das Bischofsamt
Pike wurde 1958 zum Bischofskoadjutor von Kalifornien gewählt und trat wenige Monate später, nach dem Tod seines Vorgängers Karl Morgan Block, die Nachfolge an und wurde zum fünften Bischof von Kalifornien. Er diente in diesem Amt bis 1966, als er, geplagt von persönlichen Verlusten, beschäftigt mit dem Paranormalen, müde von diözesanen Angriffen, Streitereien und Verwaltung und erschöpft von Hyperaktivität, sein Amt niederlegte, um Senior Fellow des Center for the Study of Democratic Institutions in Santa Barbara, Kalifornien, einer von Robert Maynard Hutchins gegründeten liberalen Denkfabrik, zu werden, wo er eine umfangreiche Vortragstätigkeit aufnahm. Während dieser Zeit war er außerordentlicher Professor an der University of California, Berkeley, School of Law (1966–1967) und der ebenso in Berkeley beheimateten Graduate Theological Union (1966).
Sein Episkopat war sowohl von beruflichen als auch persönlichen Kontroversen geprägt. Er war einer der Anführer der Bewegung Protestants and Other Americans United for the Separation of Church and State (Protestanten und andere Amerikaner vereint für die Trennung von Kirche und Staat), die sich aufgrund der katholischen Lehren gegen die Präsidentschaftskampagne von John F. Kennedy aussprach. Während seiner Zeit an der Grace Cathedral setzte er sich für einen existenzsichernden Lohn für Arbeiter in San Francisco, die Akzeptanz von LGBT-Personen in der Kirche und die Bürgerrechte ein. Er erkannte auch einen methodistischen Geistlichen als doppelt ordiniert an und gewährte ihm die Freiheit, in der Diözese zu dienen. Später ordinierte er eine Frau zur „Übergangsdiakonin“; in der Episkopalkirche normalerweise der erste Schritt auf dem Weg zur Priesterweihe. Die Ordination wurde erst nach Pikes Tod als gültig anerkannt.
Pike war überzeugt von den Vorteilen und moralischer Zulässigkeit von Verhütungsmitteln und kritisierte die päpstliche Enzyklika Humanae Vitae aufs Schärfste. Die vom Papst empfohlenen natürliche Familienplanung nannte er „Vatikan-Roulette“.
Zu seinen bemerkenswerten Leistungen gehört, dass Pike 1965 Martin Luther King Jr. nach dessen Marsch nach Selma, Alabama, einlud, in der Grace Cathedral von San Francisco zu sprechen.
Für das akademische Jahr 1964–1965 war Pike zum Sabbatjahr an der Cambridge University, gemeinsam mit seinem Sohn. In dieser Zeit soll er mit Drogen experimentiert haben. 1965 legte er sein Amt als Bischof von Kalifornien nieder und nahm eine Stelle am Center for the Study of Democratic Institutions in Santa Barbara. Seit 1962 hatte der anglo-katholische Bischof von Südflorida, Henry Louttit, sich um die offizielle Korrektur von Pikes theologischen Positionen bemüht. Er hatte Unterstützung von mehr als 30 anderen Prälaten, die mittels Petition ein Kirchengericht aufgefordert haben. Folglich stimmte die anglikanische Bischofskonferenz einer Grundsatzerklärung zu, in der Pikes Aussagen als „beleidigend“ und „unverantwortlich“ bezeichnet wurde.

## Familie

### Eheliche und außereheliche Beziehungen
Pikes erste Ehe mit Jane Alvies wurde 1941 geschieden, obwohl Pike behauptete, sie sei annulliert worden. Danach hatte er 1942 Esther Yanovsky geheiratet; sie hatten vier Kinder. Bevor seine zweite Frau 1965 die Scheidung einreichte, lebte Pike offen mit seiner Sekretärin Maren Hackett Bergrud zusammen, bis sie 1967 im Alter von 43 Jahren nach einem Streit mit Pike Selbstmord beging. Er soll ihr die Mittel dazu zur Verfügung gestellt haben. Der Bischof stand ihrer Beerdigung vor.

### Selbstmord seines Sohnes
Im Jahr 1966, nachdem sie ein gemeinsames Sabbatical an der Universität Cambridge verbracht hatten, erschoss sich Pikes Sohn Jim Jr. in einem Hotelzimmer in New York City. Kurz nachher berichtete Pike von Poltergeist-Phänomenen: Bücher verschwanden, Sicherheitsnadeln öffneten sich und zeigte (so seine Behauptung) die ungefähre Todesstunde seines Sohnes an, und Ähnliches sei ihm widerfahren. Im September 1967 nahm Pike an einer im Fernsehen übertragenen Séance mit seinem toten Sohn teil. Pike beschrieb diese Erfahrungen ausführlich in seinem Buch The Other Side.

## Okkultismus und Tod

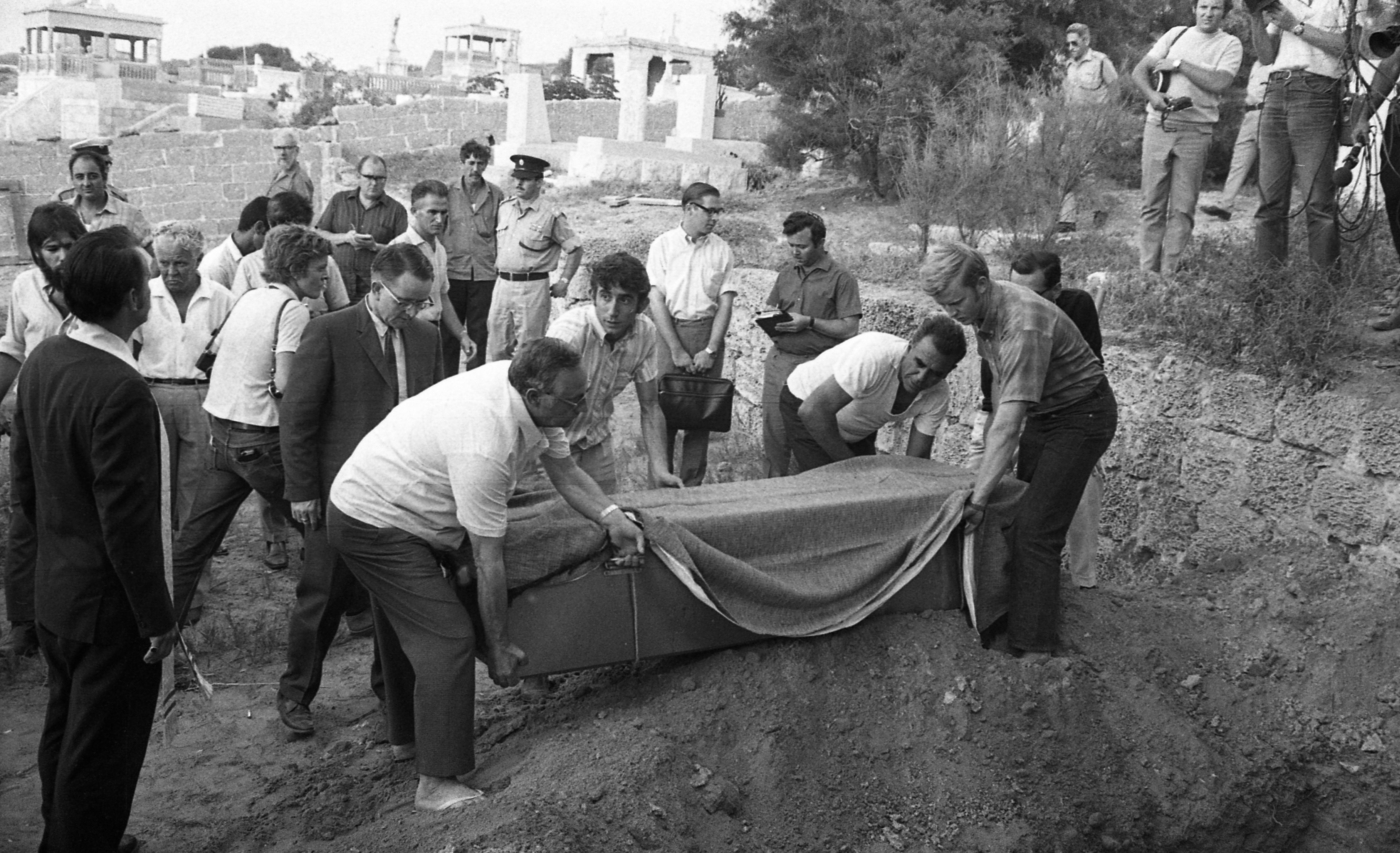
Pikes Beerdigung, 1969, am evangelischen Friedhof in Jaffa

Im August 1969 reiste Pike mit seiner dritten Ehefrau Diane nach Israel, um ein Buch über den historischen Jesus zu recherchieren. Sie fuhren von Jerusalem nach Osten in die Wüste und planten, in das etwa 40 Kilometer entfernte Qumran zu fahren, wo vor etwa 30 Jahren die Schriftrollen vom Toten Meer entdeckt worden waren. Sie nahmen weder Proviant noch einen Führer mit. Sie benutzten eine vom Autoverleih zur Verfügung gestellten Landkarte und bogen mehrmals falsch ab, bevor ihr Fahrzeug auf einer unbefestigten Nebenstraße in einer tiefen Spurrille stecken blieb. Sie beschlossen, zu Fuß nach Qumran zu gehen, wo es Wasser geben sollte. Was sie nicht wussten, war, dass sie sich weit südlich von Qumran befanden und weiter südlich ins Wadi Mashash gingen.
Diane Pike verließ ihren erschöpften Mann, um Hilfe zu suchen. Sie erreichte Sicherheit, aber die anschließende Suche nach dem Bischof ergab keinen Erfolg. Nach fünf Tagen, am 7. September 1969, wurde Pikes Leiche gefunden. Während dieser Tage konsultierte Diane Weissager in ihrem Hotelzimmer. Nähere Untersuchung zeigte, dass der Bischof von einer Schluchtwand im Wadi Mashash etwa 20 m in den Tod gestürzt war. Das Todesdatum blieb ungewiss. Pike wurde am 8. September 1969 auf dem evangelischen Friedhof in Jaffa, Israel, beigesetzt.

## Rezeption; Darstellung in der Literatur
Bishof Pike gehörte zu den einflussreichsten religiösen Persönlichkeiten in den Vereinigten Staaten der 1960er Jahre.
Der Geistliche war eine Inspiration für die Gestalt des Timothy Archer in Philip K. Dicks Buch Die Wiedergrburt des Timothy Archer. Dick und Pike waren befreundet; Pike hatte 1966 Dicks Hochzeit vorgestanden.
Joan Didion schrieb über Pike und den Bau der Grace Cathedral in ihrer Essaysammlung The White Album (1979).
E.L. Doctorow hat Pike als Mentor für seine fiktive Figur, Reverend Dr. Thomas Pemberton, in seinen Roman City of God (2000) aufgenommen. In einem Gebet offenbart Pemberton die Geschichte seiner Suche, der Ritualisierung zu entkommen und in der Wildnis Afrikas Erleuchtung zu finden, so wie Pike sich in die Wüste um Jerusalem wagte, um eine Verbindung zu Jesus herzustellen.

## Hauptwerke (mit Inhaltszusammenfassungen)
- Beyond Anxiety: The Christian Answer to Fear, Frustration, Guilt, Indecision, Inhibition, Loneliness, Despair (Charles Scribner's Sons, 1953). Pikes erstes Buch zeigte bereits den Stil, der sein weiteres Werk auszeichnen sollte. Er zeichnete sich durch direkte Sprache und intelligente Auseinandersetzung mit Strömungen der Gegenwart aus, grenzte aber wiederholt am Oberflächlichen. Ein Rezensent nannten das Kapitel über Sex und Alkohol „erfrischend ehrlich“ aus der Feder eines Geistlichen.[11]

- The Faith of the Church (Seabury, 1959). Gemeinsam mit dem anglikanischen Priester W. Norman Pittenger; der Co-Author profilierte sich später als einer der ersten anglikanischen Theologen, der sich als tolerant gegenüber Homosexuellen zeigte. Der Inhalt ist auf 192 Seiten beschränkt, auf denen der anglikanische Glaube in einer leicht verständlichen Sprache erklärt werden soll.
- If You Marry Outside Your Faith: Counsel on Mixed Marriage (Harper & Brothers, 1954). Als praktische Handreichung für Mischehen konzipiert; Auszüge wurden später als Pamphlet veröffentlicht. Pike blieb in dem (frühen) Werk recht konventionell und unterstrich die Notwendigkeit für Anglikaner, auf den Anspruch anglikanischer Kircheneingliederung für die Kinder zu bestehen.[12]
- Roadblocks to Faith (Morehouse-Gorham, 1954). Eine Predigtreihe, die Pike 1953 in der St. John the Divine Kathedrale gehalten hat. Das Format von „Dialogpredigten“ hat Pike mit dem Theologen John Krumm erarbeitet; das Buch wird eingeleitet von einem Vorwort des Bischofs von New York, H. W. B. Donegan.
- Doing the Truth (Doubleday, 1955). Herausgegeben von Reinhold Niebuhr; eine summa christlicher Ethik.
- The Church, Politics, and Society (Morehouse-Gorham, 1955). Gemeinsam mit John W. Pyle; Gespräche über Krieg, Rassendiskriminierung und Kommunismus unter Christen.
- Man in the Middle (Seabury, 1956). Gemeinsam mit Howard Johnson verfasst; Gespräche über die sieben Todsünden.
- Modern Canterbury Pilgrims and Why They Chose the Episcopal Church (Morehouse-Gorham, 1956). Aufsatzsammlung, von Pike herausgegeben, über Konversionen zum Anglikanismus. Unter anderen schrieb der Politologe John H. Hallowell einen Aufsatz.
- The Next Day: An Optimistic Philosophy and Guide to Self-fulfillment (Doubleday, 1957).
- A Roman Catholic in the White House (Doubleday, 1960). Gegen die Präsidentschaft des Katholiken John F. Kennedy.
- A New Look at Preaching (Charles Scribner's Sons, 1961).
- Our Christmas Challenge (Sterling, 1961).
- Beyond the Law (Doubleday, 1963). Drucklegung von Pikes „Rosenthal Lectures“ an der Northwestern University in Chicago, gehalten 1962.
- A Time for Christian Candor (Harper & Row, 1964). Auf den Seiten 120–130 schlägt Pike vor, die Lehre der Dreifaltigkeit aus dem Credo zu löschen, um das Christentum zugänglicher zu machen. Die Trinitätstheologie sei zu kompliziert und „überschüssiges Gepäck.“[13]
- Teen-Agers and Sex (Prentice-Hall, 1965). Als Ratgeber für Eltern konzipiert, ging das Buch auf die sexuelle Entwicklung seit der Kindheit ein und nahm Stellung angesichts der zum Zeitpunkt der Drucklegung stattfinden sittlich-moralischen Revolution.
- What is This Treasure (Harper & Row, 1966).
- If This Be Heresy (Harper & Row, 1967).
- You and the New Morality (Harper & Row, 1967). 74 Fallstudien die beleuchten, wie man aus der Sicht des inzwischen zum Bischof geweihten Pike mit modernen Fragen der Moral umgehen kann.
- The Other Side (Doubleday, 1968). Mehrfach aufgelegt,[14] eine Schilderung der Bemühungen von Pike als Vater, seinen Sohn vor Drogensucht zu bewahren und die tragische Geschichte über seinen Tod in Folge der Überdosis. Zugleich Schilderung der Poltergeist-Vorkommnisse, die den Vater zur Annahme veranlassten, dass sein Sohn aus dem Jenseits mit ihm in Kontakt treten wollte.